# بازیونش
در کیهان‌شناسی مه‌بانگ، بازیونش یا بازیونیده‌شدن (به انگلیسی: Reionization) نام فرایندی است که طی آن ماده پس از دوران تاریکی مجدداً یونیزه شد و دومین گذار فاز اصلی گاز در جهان است. از آنجا که بیشتر ماده باریونی به شکل هیدروژن است، معمولاً این فرایند به بازیونیده‌شدن گاز هیدروژن اشاره دارد. هلیم نخستین نیز دچار همین گذار فاز شد هر چند گذار فاز آن در نقطه دیگری از تاریخ جهان که بازیونش هلیوم نام دارد، اتفاق افتاد.